# Komputerowa gra wyścigowa

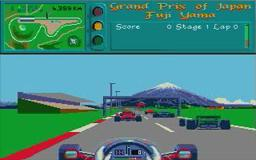
Zrzut ekranowy przykładowej gry wyścigowej – Vroom (1991)

Komputerowa gra wyścigowa – gatunek gier komputerowych polegający na ściganiu się pojazdami z przeciwnikami sterowanymi przez komputer lub z osobą lub osobami siedzącym obok (tzw. podzielony ekran), bądź z osobami na odległość – przez Internet lub sieć lokalną (od końca lat 90. XX w.). Gracze starają się zdobyć jak najwyższe miejsce lub przejechać wyznaczoną trasę w najkrótszym możliwym czasie. Mogą ścigać się także z komputerem dzięki skryptom sztucznej inteligencji.
Odmianą komputerowych wyścigów jest simracing. Gatunek ten polega na symulacji jazdy wyścigowej, w warunkach możliwie zbliżonych do rzeczywistości (z wykorzystaniem sprzętu takiego jak kierownica, pedały, skrzynia biegów). Simracing naśladuje doznania fizyczne, psychiczne, techniczne i wytrzymałościowe charakterystyczne dla wyścigów, w tym format i zasady prawdziwych rywalizacji.
Początki gier wyścigowych sięgają lat 70. XX w.